# Піднятий атол

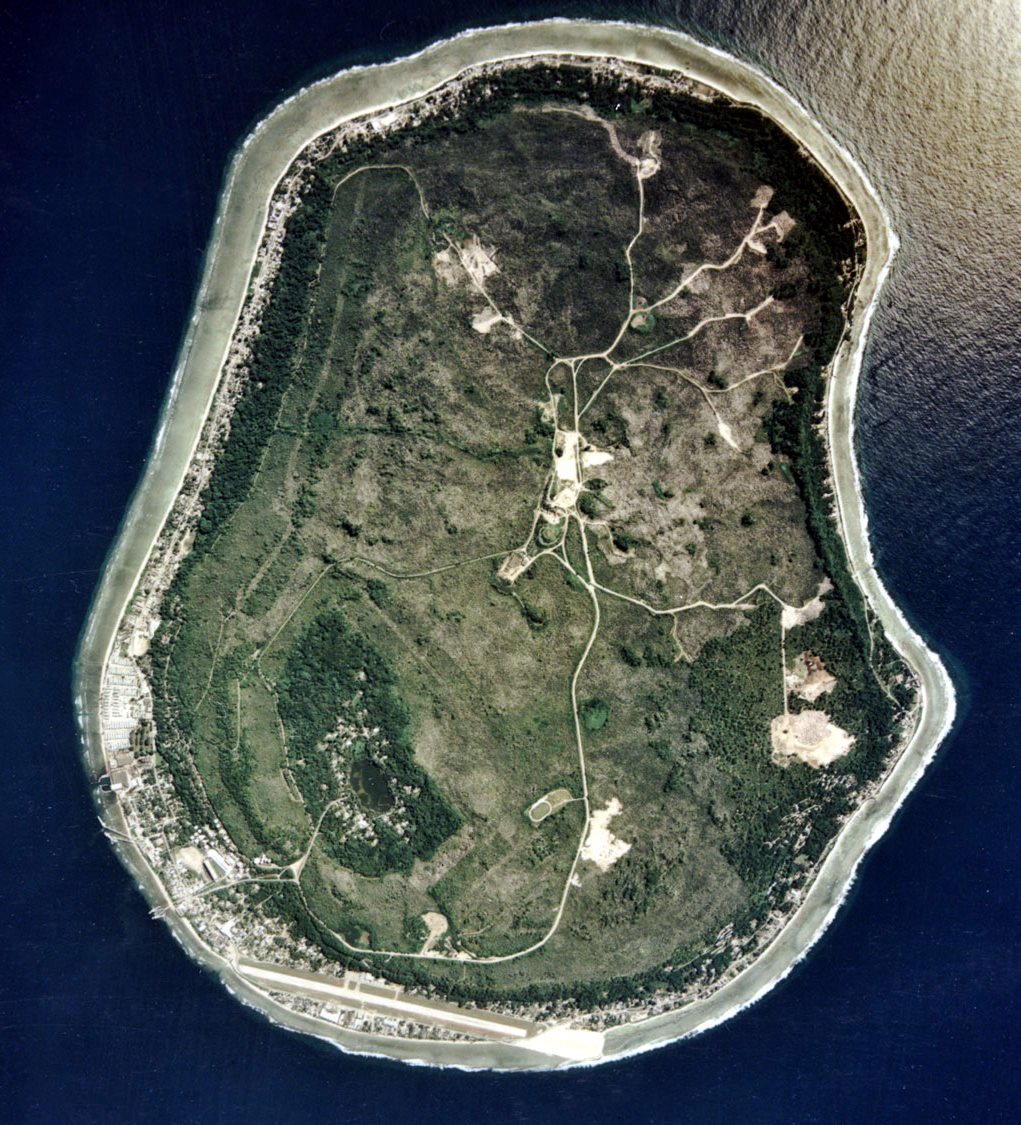
Аерофотознімок острова Науру

Піднятий атол (або припіднятий атол) — відносно рідкісний тип коралового острова, колишній атол. У типовому випадку являє собою вапнякове плато заввишки до 50—60 м над рівнем океану. За периметром зазвичай є крайові вали, а в центрі — залишки лагуни.
Найбільш типові представники піднятих атолів — Науру, Ніуе і ряд островів у архіпелазі Тонга (серед них Тонгатапу і Вава'у). Також до цієї групи можна віднести Реннелл, Бука, Вейк, Джонстон, Банаба і Гендерсон.
Піднятий атол також відомий під назвою макатеа (від полінезійського makatea «вапняк»).